# Космос-2138
Космос-2138 је један од преко 2400 совјетских вјештачких сателита лансираних у оквиру програма Космос.
Космос-2138 је лансиран са космодрома Тјуратам, Бајконур, СССР, 26. марта 1991. Ракета-носач Сојуз је поставила сателит у орбиту око планете Земље. Маса сателита при лансирању је износила 6600 килограма. Космос-2138 је био осматрачки сателит.